# Hercostomus shandonganus
Hercostomus shandonganus är en tvåvingeart som beskrevs av Yang 1996. Hercostomus shandonganus ingår i släktet Hercostomus och familjen styltflugor.
Artens utbredningsområde är Shandong (Kina). Inga underarter finns listade i Catalogue of Life.